# Straumnes (Hornstrandir)
Straumnes ist eine Landspitze in der Region Vestfirðir etwa 40 Kilometer nördlich der Stadt Ísafjörður. Sie liegt im Norden der Bucht Aðalvík im äußersten Nordwesten Islands und damit im Naturreservat Hornstrandir. 
Auf dem Berg Straumnesfjall (377 Meter) oberhalb von Straumnes errichteten die Amerikaner zwischen 1953 und 1956 eine Radarstation, die dann bis zum Juli 1960 betrieben wurde. 

## Filmlocation
Bei den Ruinen der Radarstation filmte Friðrik Þór Friðriksson die letzten Szenen des Films Children of Nature – Eine Reise.  